# Most Konfederacije
Most Konfederacije (46°12′55″N 63°44′45″W / 46.21528°N 63.74583°W; engleski: Confederation Bridge ; francuski: Pont de la Confédération) je most koji prelazi Prolaz Abegweit u tjesnacu Northumberland, te spaja Otok Princa Edvarda s kopnom Novog Brunswicka u Kanadi. Čest naziv za njega je bio "Popravljena karika" (Fixed Link) kako su ga nazivali stanovnici Otoka Princa Edvarda prije nego što je dobio službeno ime. Izgradnja je započela u jesen 1993. godine, i nastavila se tri i pol godine, a koštala je milijardu kanadskih dolara. Most dugačak 12,9 km otvoren je 31. svibnja 1997. godine.

## Vanjske poveznice
|  | Zajednički poslužitelj ima još gradiva o temi Most Konfederacije |

- Confederation Bridge
- Bridge seen from the island  Arhivirana inačica izvorne stranice od 24. rujna 2015. (Wayback Machine)
- SC Infrastructure